# Kleinregion Kampseen
Die Kleinregion Kampseen ist die freiwillige Kooperation von sieben Gemeinden der Bezirke Krems-Land und Zwettl in Niederösterreich in den Bereichen Daseinsvorsorge, Bürgerservice und Raumentwicklung. Kleinregionen in Niederösterreich werden durch die Niederösterreichische Landesregierung als Instrument der ländlichen Entwicklung und Raumplanung gefördert.

## Mitgliedsgemeinden
Der Kleinregion Kampseen gehören folgende Gemeinden als Mitglieder an:
- Gemeinde Jaidhof
- Marktgemeinde Krumau am Kamp
- Marktgemeinde Lichtenau
- Marktgemeinde Pölla
- Marktgemeinde Rastenfeld
- Marktgemeinde St. Leonhard am Hornerwald

Die 1994 gegründete Kleinregion Kampseen wird vom Regionalverein Kampseen getragen, dessen Vorstand die Bürgermeister sowie Gemeinderäte aus den Mitgliedsgemeinden bilden. Die Kleinregion betreibt ein Projektbüro in Neupölla, in dem eine Kleinregionsmanagerin tätig ist.

## Projekte
Hauptaufgaben der Kleinregion sind Ausbau und Vermarktung des Erholungsraums Kamptalstauseen mit den Stauseen Dobra, Ottenstein und Thurnberg, die Zusammenarbeit bei kommunalen Aufgaben und Bildung sowie Themen des Umweltschutzes und nachhaltiger Energieformen. Im kulturellen Bereich wird die Zusammenarbeit der Museen in der Kleinregion gefördert. Dreimal im Jahr erscheint mit dem Regionsblatt eine Mitteilungspublikation für die Bewohner der Kleinregion.